# Scapoli

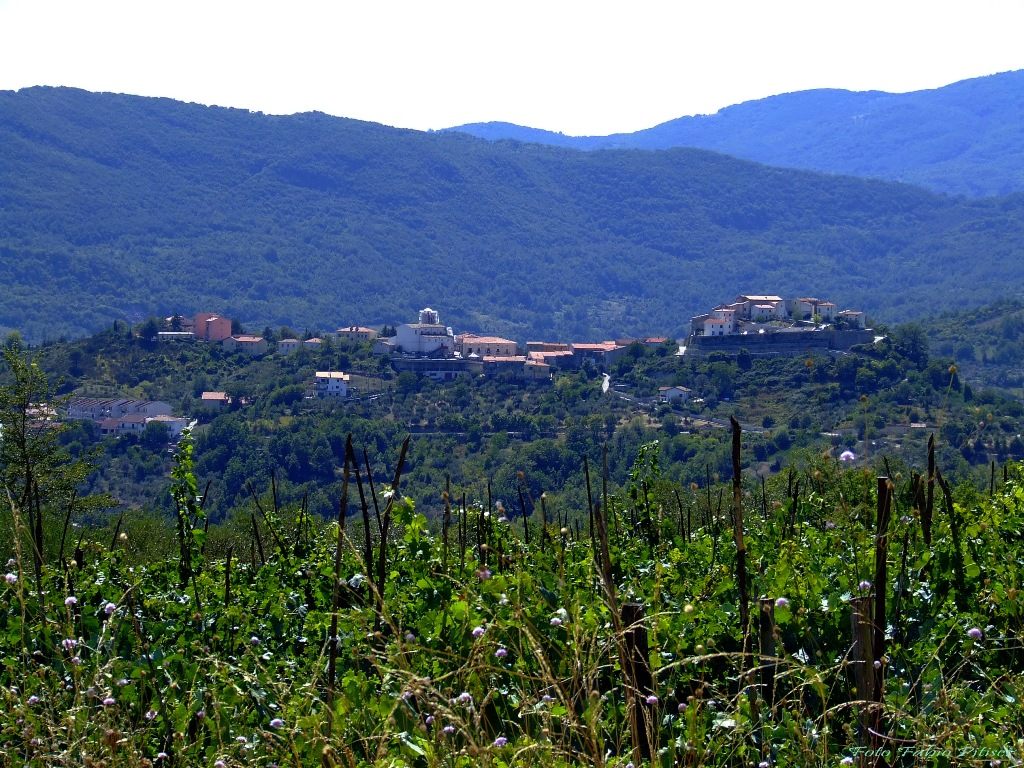
Blick auf Scapoli

Scapoli ist eine italienische Gemeinde (comune) mit 584 Einwohnern (Stand 31. Dezember 2023) in der Provinz Isernia in der Region Molise. Die Gemeinde liegt etwa 14,5 Kilometer westnordwestlich von Isernia am Nationalpark Abruzzen, Latium und Molise.

## Geschichte
Das Dorf ist im 9. Jahrhundert entstanden. 